# Войника
Войни́ка (болг. Войника) — село в Ямбольській області Болгарії. Входить до складу общини Стралджа.

## Населення
За даними перепису населення 2011 року у селі проживали 389 осіб.
Національний склад населення села:
| Національність   | Кількість осіб | Відсоток |
| ---------------- | -------------- | -------- |
| болгари          | 362            | 93,1%    |
| турки            | 0              | 0%       |
| не визначились   | 24             | 6,2%     |
| Всього відповіли | 389            |          |

Розподіл населення за віком у 2011 році:
Динаміка населення: